# Annemiek Padt-Jansen
Anna Maria Catharina (Annemiek) Padt-Jansen (Naarden, 15 augustus 1921 – Bilthoven, 18 maart 2007) was een Nederlandse harpiste en politica voor de Partij van de Arbeid (PvdA).

## Loopbaan
Op het conservatorium van Amsterdam bekwaamde de oudere zus van cabaretier Fons Jansen zich in het bespelen van de harp. Beroepsmatig was zij als harpiste aan diverse symfonie- en operaorkesten verbonden, zoals de Haarlemse en de Groningse Orkest Vereniging. Daarnaast was ze ook politiek betrokken. Afkomstig uit een rooms-katholiek milieu behoorde ze tot de groep van de doorbraak-socialisten en werd ze in 1946 lid van de Partij van de Arbeid.
In deze linkse politieke partij vervulde ze allerlei bestuurlijke functies, zoals bij de Katholieke Werkgemeenschap in de PvdA, de Vrouwenbond van de PvdA en het PvdA-partijbestuur. Binnen de PvdA behoorde ze indertijd tot de richting van Nieuw Links. Als zodanig was zij in 1966 de enige partijbestuurder die het Nieuws Links-manifest Tien over rood tekende. Dit manifest had tot doel de PvdA in linkse zin te vernieuwen. Verder zat ze van 3 juni 1969 tot 10 mei 1971 en wederom van 14 maart 1972 tot 7 december 1972 in de Tweede Kamer.
Padt-Jansen, die een brede politieke en culturele belangstelling aan de dag legde, zette zich in de Tweede Kamer vooral in voor maatschappelijke kwesties zoals vrouwen- en homo-emancipatie, geestelijke volksgezondheid, drugsbeleid en kinderrechten. Ook diende zij een motie in waarin werd voorgesteld geen onderscheid meer te maken tussen prinsen en prinsessen wanneer de troonopvolging aan de orde is; deze motie werd aangenomen.
Ook buiten de politiek was ze als lid van het hoofdbestuur van de omroep de VARA en van de commissie van toezicht van het Haagse huis van bewaring actief.

## Privéleven
Kerkelijk behoorde zij tot de Rooms-Katholieke Kerk. Annemiek Padt-Jansen, een zuster van cabaretier Fons Jansen en sinds 1969 weduwe van Frans Jacob Padt (1916-1969), overleed op 85-jarige leeftijd in haar woonplaats en werd op 23 maart 2007 begraven op begraafplaats Westduin in Den Haag.
- Biografisch Portaal: 01639404
- Parlement.com: vg09lliisis8